# Claire Dew
Marianne Claire Dew (ur. 8 września 1938) – brytyjska lekkoatletka, sprinterka, wicemistrzyni Europy z 1958.
Jako reprezentantka Anglii odpadła w półfinale biegu na 220 jardów na Igrzyskach Imperium Brytyjskiego i Wspólnoty Brytyjskiej w 1958 w Cardiff.
Zdobyła srebrny medal w sztafecie 4 × 100 metrów na mistrzostwach Europy w 1958 w Sztokholmie. Sztafeta brytyjska biegła w składzie: Madeleine Weston, Dorothy Hyman, Dew i Carole Quinton. Dew startowała również w biegu na 200 metrów, w którym odpadła w półfinale.
Jej rekord życiowy w biegu na 200 metrów wynosił 24,1 s (7 czerwca 1958, Londyn)